# Comuna Šentrupert
Šentrupert (Občina Šentrupert) este o comună din Slovenia, cu o populație de 2.419 locuitori (30.06.2007).

## Localități
Bistrica, Brinje, Dolenje Jesenice, Draga pri Šentrupertu, Gorenje Jesenice, Hom, Hrastno, Kamnje, Kostanjevica, Mali Cirnik pri Šentjanžu, Okrog, Prelesje, Ravne nad Šentrupertom, Rakovnik pri Šentrupertu, Ravnik, Roženberk, Slovenska vas, Straža, Šentrupert, Škrljevo, Trstenik, Vesela Gora, Vrh, Zabukovje, Zaloka